# كلينتون (مسيسيبي)
كلينتون (بالإنجليزية: Clinton, Mississippi)‏ هي مدينة تقع في الولايات المتحدة في مقاطعة هايندز. يقدر عدد سكانها بـ 25,216 نسمة وترتفع عن سطح البحر 109 متر.

## التركيبة السكانية
حدّد مكتب تعداد الولايات المتحدة بيانات التركيبة السكانية لكلينتون في تعداد الولايات المتحدة. في ما يلي، التركيبة السكانية حسب تعدادي 2000 و2010.

### تعداد عام 2000
بلغ عدد سكان كلينتون 23,347 نسمة بحسب تعداد عام 2000، وبلغ عدد الأسر 8,328 أسرة وعدد العائلات 6,076 عائلة مقيمة في المدينة. في حين سجلت الكثافة السكانية 213.9 نسمة لكل كيلومتر مربع (554.0/ميل2). وبلغ عدد الوحدات السكنية 8,899 وحدة بمتوسط كثافة قدره 81.5 لكل كيلومتر مربع (211.1/ميل2).
وتوزع التركيب العرقي للمدينة بنسبة 74.92% من البيض و22.53% من الأمريكيين الأفارقة و0.10% من الأمريكيين الأصليين و1.54% من الأمريكيين ذوي الأصول الآسيوية و0.02% من سكان جزر المحيط الهادئ و0.26% من الأعراق الأخرى و0.64% من عرقين مختلطين أو أكثر و0.87% من الهسبانيون أو اللاتينيون من أي عرق.
بلغ عدد الأسر 8,328 أسرة كانت نسبة 38.8% منها لديها أطفال تحت سن الثامنة عشر تعيش معهم، وبلغت نسبة الأزواج القاطنين مع بعضهم البعض 56% من أصل المجموع الكلي للأسر، ونسبة 13.8% من الأسر كان لديها معيلات من الإناث دون وجود شريك، بينما كانت نسبة 3.2% من الأسر لديها معيلون من الذكور دون وجود شريكة وكانت نسبة 27% من غير العائلات. تألفت نسبة 23.1% من أصل جميع الأسر من عدة أفراد يعيشون في نفس المنزل ونسبة 8.4% كانت تتألف من شخص يعيش بمفرده يبلغ من العمر 65 عاماً أو أكثر. وبلغ متوسط حجم الأسرة المعيشية 2.60، أما متوسط حجم العائلات فبلغ 3.08.
بلغ العمر الوسطي للسكان 33.1 عاماً. وكانت نسبة 24.7% من القاطنين تحت سن الثامنة عشر، وكانت نسبة 9% بين الثامنة عشر والرابعة والعشرين عاماً، ونسبة 27.3% كانت واقعةً في الفئة العمرية ما بين الخامسة والعشرين والرابعة والأربعين عاماً، ونسبة 21.5% كانت ما بين الخامسة والأربعين والرابعة والستين، ونسبة 10.3% كانت ضمن فئة الخامسة والستين عاماً فما فوق. يوجد لكل 100 أنثى 90.2 ذكر، ويوجد لكل 100 أنثى في الثامنة عشر من عمرها فما فوق 85.0 ذكر.
بلغ متوسط دخل الأسرة في المدينة 47,092 دولارًا، أما متوسط دخل العائلة فبلغ 53,482 دولارًا. وكان متوسط دخل الذكور 38,194 دولارًا مقابل 27,458 دولارًا للإناث. وسجل دخل الفرد الخاص بالمدينة 20,586 دولارًا. وكانت نسبة 5.7% من العائلات ونسبة 8% من السكان تحت خط الفقر، وكان من هؤلاء نسبة 10% تحت سن الثامنة عشر ونسبة 11.7% في الخامسة والستين من العمر وما فوق.

### تعداد عام 2010
بلغ عدد سكان كلينتون 25,216 نسمة بحسب تعداد عام 2010، وبلغ عدد الأسر 9,766 أسرة وعدد العائلات 6,837 عائلة مقيمة في المدينة. في حين سجلت الكثافة السكانية 231 نسمة لكل كيلومتر مربع (598.3/ميل2). وبلغ عدد الوحدات السكنية 10,359 وحدة بمتوسط كثافة قدره 94.9 لكل كيلومتر مربع (245.8/ميل2).
وتوزع التركيب العرقي للمدينة بنسبة 60.13% من البيض و33.88% من الأمريكيين الأفارقة و0.22% من الأمريكيين الأصليين و4.08% من الأمريكيين ذوي الأصول الآسيوية و0.02% من سكان جزر المحيط الهادئ و0.67% من الأعراق الأخرى و1% من عرقين مختلطين أو أكثر و1.48% من الهسبانيون أو اللاتينيون من أي عرق.
بلغ عدد الأسر 9,766 أسرة كانت نسبة 35.5% منها لديها أطفال تحت سن الثامنة عشر تعيش معهم، وبلغت نسبة الأزواج القاطنين مع بعضهم البعض 50.8% من أصل المجموع الكلي للأسر، ونسبة 15.7% من الأسر كان لديها معيلات من الإناث دون وجود شريك، بينما كانت نسبة 3.6% من الأسر لديها معيلون من الذكور دون وجود شريكة وكانت نسبة 30% من غير العائلات. تألفت نسبة 25.4% من أصل جميع الأسر من عدة أفراد يعيشون في نفس المنزل ونسبة 9.8% كانت تتألف من شخص يعيش بمفرده يبلغ من العمر 65 عاماً أو أكثر. وبلغ متوسط حجم الأسرة المعيشية 2.54، أما متوسط حجم العائلات فبلغ 3.06.
بلغ العمر الوسطي للسكان 36.7 عاماً. وكانت نسبة 24.6% من القاطنين تحت سن الثامنة عشر، وكانت نسبة 9.9% بين الثامنة عشر والرابعة والعشرين عاماً، ونسبة 26.2% كانت واقعةً في الفئة العمرية ما بين الخامسة والعشرين والرابعة والأربعين عاماً، ونسبة 25.7% كانت ما بين الخامسة والأربعين والرابعة والستين، ونسبة 13.7% كانت ضمن فئة الخامسة والستين عاماً فما فوق. وتوزع التركيب الجنسي للسكان بنسبة 46.2% ذكور و53.8% إناث.

## أعلام
- تيد ديبياسي الابن
- جينا إدواردز
- جيمس إي. غريفز جونيور
- كيلين غولي
- فيليب غان
- ستانلي إل. روبنسون